# Pseudocrossidium pachygastrellum
Pseudocrossidium pachygastrellum là một loài Rêu trong họ Pottiaceae. Loài này được (Herzog) Broth. miêu tả khoa học đầu tiên năm 1924.